# Lobelia djurensis
Lobelia djurensis là loài thực vật có hoa trong họ Hoa chuông. Loài này được Engl. & Diels mô tả khoa học đầu tiên năm 1898.